# فراری (فیلم ۲۰۲۳)
فِراری (به انگلیسی: Ferrari) یک فیلم ورزشی زندگی‌نامه‌ای آمریکایی محصول ۲۰۲۳ به کارگردانی مایکل مان و نویسندگی تروی کندی مارتین است. این فیلم دربارهٔ انزو فراری، بنیان‌گذار ایتالیایی تولیدکنندهٔ خودروی فراری، است و بر پایهٔ کتاب زندگی‌نامهٔ انزو فراری – مرد و ماشین چاپ سال ۱۹۹۱ از روزنامه‌نگار خودرو براک یتس ساخته شده‌است. بازیگران آن را آدام درایور، پنه‌لوپه کروز، شیلین وودلی، سارا گدون، گابریل لئون، جک اوکانل و پاتریک دمپسی تشکیل می‌دهند.
فِراری برای رقابت به‌منظور کسب شیر طلایی در هشتادمین جشنواره بین‌المللی فیلم ونیز انتخاب شد و ۳۱ اوت ۲۰۲۳ در این جشنواره به نمایش درآمد. این فیلم در ۲۵ دسامبر ۲۰۲۳ توسط نئون در ایالات متحده اکران شد. فِراری نقدهای عموماً مثبتی از سوی منتقدان دریافت کرد و از سوی هیئت ملی بازبینی، یکی از ۱۰ فیلم برتر ۲۰۲۳ نام گرفت.

## موضوع
این فیلم زندگی انزو فراری در سال ۱۹۵۷ را دنبال می‌کند، که با مشکلات خانوادگی برخورد می‌کند و در عین حال برای مسابقهٔ میلی میگلیا ۱۹۵۷ آماده می‌شود.

## داستان
در تابستان ۱۹۵۷، انزو فراری، کارآفرین ایتالیایی، تیم مسابقه‌ای فراری خود را برای مسابقهٔ میله میلیا آماده می‌کند؛ رقابتی جاده‌ای و طاقت‌فرسا به مسافت ۱٬۰۰۰ مایل. در حالی‌که انتزو با بحران‌های خانوادگی و حرفه‌ای دست‌وپنجه نرم می‌کند، او و همسر دورشده‌اش، لورا، در غم از دست دادن تنها فرزندشان دینو هستند که یک سال پیش درگذشت. در حالی‌که انتزو هنوز خیانت‌هایش را از لورا پنهان نگه داشته، معشوقه‌اش، لینا لاردی، از او می‌خواهد که هم‌زمان با نزدیک شدن آیین تأییدیه در کلیسای کاتولیک، نام خانوادگی «فراری» را به پسر نامشروعشان، پیه‌رو فراری، بدهد.
در همین زمان، کارخانهٔ تولیدی فراری از نظر مالی در شرایط بسیار بدی قرار دارد، به‌ویژه پس از توسعهٔ پیشروانهٔ خودروی تیم در فرمول یک. شرکت باید سریعاً با یکی از رقیبانش به توافق برسد تا از ورشکستگی نجات یابد. اما نیمی از سهام شرکت در مالکیت لورا است و انتزو برای نهایی کردن قرارداد، به مالکیت کامل نیاز دارد. لورا در ازای اعطای وکالت‌نامه سهامش، خواهان چکی به مبلغ ۵۰۰٬۰۰۰ دلار آمریکا می‌شود، که در صورت نقد شدن، شرکت را ورشکسته خواهد کرد. لورا پس از آن‌که پی می‌برد لینا و پیه‌رو در حومهٔ مودنا زندگی می‌کنند، به رابطهٔ پنهانی انتزو یقین پیدا می‌کند. انتزو قبول می‌کند که چک را بنویسد و به لورا اعتماد می‌کند که آن را بلافاصله نقد نکند.
با آغاز مسابقهٔ میله میلیا در برشا، انتزو به رانندگانش توصیه می‌کند از رقیبان پیشی بگیرند. هنگام توقف در رم، آلفونسو ده پورتاگو، تازه‌وارد تیم، برای حفظ جایگاهش از تعویض لاستیک‌ها خودداری می‌کند. در گیدیاتسولو، لاستیک فرسودهٔ جلوی چپ خودرواش با یکی از موانع جاده‌ای موسوم به چشم گربه‌ای آسیب می‌بیند و می‌ترکد. ترکیدن لاستیک موجب واژگونی و پرتاب شدن خودرو می‌شود و در این حادثه دهشتناک، ده پورتاگو، کمک‌راننده‌اش و نه تماشاگر—از جمله چند کودک—جان خود را از دست می‌دهند.
در نهایت، پیِرو تارووفی، رانندهٔ کهنه‌کار فراری، مسیر رفت‌وبرگشت به برشا را کامل می‌کند و برندهٔ مسابقه می‌شود. رسانه‌ها انتزو را عامل مرگبار بودن تصادف ده پورتاگو می‌دانند. لورا چک را نقد می‌کند و شرکت را در آستانهٔ ورشکستگی قرار می‌دهد، اما پول نقد حاصل را در اختیار انتزو می‌گذارد تا با آن به خبرنگاران رشوه بدهد و اعتبار از‌دست‌رفته‌اش را بازگرداند. او همچنین وکالت‌نامهٔ امضاشده‌اش را به انتزو می‌دهد تا امکان نجات شرکت فراهم شود، اما شرط می‌گذارد که انتزو تا زمان مرگ او، نام «فراری» را به پیه‌رو ندهد. انتزو می‌پذیرد و سپس پیه‌رو را نزد آرامگاه برادر ناتنی‌اش می‌برد.

## بازیگران
- آدام درایور در نقش انزو فراری
- پنه لوپه کروز در نقش لورا فراری
- شیلین وودلی در نقش لینا لاردی
- گابریل لئونه در نقش آلفونسو د پورتاگو
- سارا گدون در نقش لیندا کریستین
- جک اوکانل در نقش پیتر کالینز
- پاتریک دمپسی در نقش پیرو تاروفی

## تولید
مایکل مان برای نخستین بار در سال ۲۰۰۰ شروع به کاوش در ساخت این فیلم کرد و در مورد پروژه با سیدنی پولاک بحث کرد. کریستین بیل در اوت ۲۰۱۵ برای بازی در نقش فراری وارد مذاکره شد. قرار بود فیلم‌برداری در تابستان ۲۰۱۶ در ایتالیا آغاز شود. بیل در ژانویه ۲۰۱۶ به دلیل نگرانی از برآوردن وزن مورد نیاز برای نقش قبل از شروع تولید، از فیلم خارج شد. این پروژه تا آوریل ۲۰۱۷ متوقف شد، زمانی که هیو جکمن برای به تصویر کشیدن فراری و نومی راپاس در نقش همسرش وارد مذاکره شدند. این پروژه دوباره تا ژوئن ۲۰۲۰ خاموش شد. مان و جکمن هنوز به هم وابسته بودند و راپیس دیگر درگیر آن نبود. فیلم‌برداری قرار بود در آوریل ۲۰۲۱ آغاز شود.
جکمن در فوریه ۲۰۲۲ فیلم را ترک کرد و آدام درایور اکنون در نقش فراری بازی می‌کند. پنه لوپه کروز و شیلین وودلی نیز به بازیگران این فیلم پیوستند. در ماه ژوئیه، گابریل لئون، سارا گدون، جک اوکانل و پاتریک دمپسی به بازیگران اضافه شدند. پیش‌تولید در آوریل ۲۰۲۲ آغاز شد و فیلم‌برداری در ابتدا در ژوئیه در مودنا آغاز شد.
تصویربرداری اصلی در ۱۷ اوت ۲۰۲۲ در ایتالیا آغاز شد.

## انتشار
فِراری در بخش رقابتی شیر طلایی هشتادمین جشنواره بین‌المللی فیلم ونیز انتخاب شد که در ۳۱ اوت ۲۰۲۳ در آن‌جا به نمایش درآمد. این فیلم در ۲۵ دسامبر ۲۰۲۳ توسط نئون در ایالات متحده اکران شد.